# Ханс III фон Андлау
Ханс III фон Андлау (на немски: Hans III von Andlau; † 12 март 1520) е благородник от род Андлау от Долен Елзас/Гранд Ест.
Той е син на Лазарус I фон Андлау, годсподар на Витенхайм, губернатор в Австрия († 1494/1495) и съпругата му Юдит фон Рамщайн († 1495), дъщеря на Хайнрих фон Рамщайн, губернатор на Раполтщайн († 1471) и Агнес фон Ефринген († сл. 1469). Внук е на Валтер II фон Андлау, господар на Бутенхайм († 1433) и Маргарета фом Хуз-Витенхайм († 1424).
Брат е на (Ханс) Руланд I фон Андлау († ок. 1525/1532), Лудвиг IV фон Андлау († 1509), Мергелин (Маргарета) фон Андлау, омъжена за Хайнрих Ветцел от Марсилия († сл. 1512), Агнес фон Андлау († 1495), омъжена за Каспар Цорн фон Булах († ок. 1526), и Вероника фон Андлау († 1496), омъжена 1473 г. за Якоб II фон Флекенщайн († 5 август 1514).
Ханс III фон Андлау умира на 12 март 1520 г. и е погребан в Шьоненщайнбах.
През 1676 г. император Леополд I издига рода на имперски фрайхер. През 1773 г. Луи XV одобрява „бароната“ на цялата фамиля. През 1750 г. някои клонове на фамилията са издигнати на френски граф.

## Фамилия
Ханс III фон Андлау се жени за Маргарета фон Пфирт. Те имат два сина:
- Лазарус III фон Андлау († 31 октомври 1581 – 10 май 1583), господар на Бутенхайм, женен на 7 декември 1535 г. за Урсула Бьоклин фон Бьоклинзау
- Ханс IV фон Андлау († 20 ноември 1552 – 15 март 1555), регент в Долен Елзас, женен за Клеофа Пфау фон Рюпур († пр. 1550)